# Xanthomyrtus arfakensis
Xanthomyrtus arfakensis är en myrtenväxtart som först beskrevs av Lilian Suzette Gibbs, och fick sitt nu gällande namn av Friedrich Ludwig Diels. Xanthomyrtus arfakensis ingår i släktet Xanthomyrtus och familjen myrtenväxter. Inga underarter finns listade i Catalogue of Life.